# 다발 카 미타
다발 카 미타(텔루구어: డబల్ కా మీఠా, 힌디어: डबल का मीठा) 또는 샤히 투크레(우르두어: شاہی ٹکڑے)는 인도 하이데라바드주의 달콤한 음식이다. 튀긴 식빵 조각을 설탕 시럽과 카다멈, 사프란 등 향신료와 섞은 뜨거운 우유에 담가 만든다. 캐슈넛, 아몬드, 피스타치오 등 견과와 바르크 등으로 장식해 낸다.

## 같이 보기
- 브레드 푸딩
- 쿠바니 카 미타